# Pseudochromis lugubris
Pseudochromis lugubris är en fiskart som beskrevs av Gill och Allen 2004. Pseudochromis lugubris ingår i släktet Pseudochromis och familjen Pseudochromidae. Inga underarter finns listade i Catalogue of Life.